# Сторстейн, Силье
Силье Сторстейн (норв. Silje Storstein; род. 30 марта 1984 года, Осло, Норвегия) — норвежская актриса театра и кино, а также сценарист.

## Биография
Силье Сторстейн дебютировала в кино в возрасте 14 лет. Училась в Вальдорфской педагогической школе им. Рудольфа Штейнера в Осло. Также она занималась балетом и игрой на скрипке. В 2005-2008 годы Силье училась в Государственном театральном колледже в Осло. Играла в Норвежском театре, Трёнделагском театре и Норвежском национальном театре. Силье Сторстейн - дочь актёра и музыканта Арье Сторстейна.

## Фильмография

### Актриса
| Год       | Название                  | Персонаж               |
| --------- | ------------------------- | ---------------------- |
| 1999      | Коридоры времени          | Софи Амундсен / Хильде |
| 2000      | Мир Софии (мини-сериал)   | Софи Амундсен          |
| 2001-2003 | Fox Grønland              | Сюзанне (2001)         |
| 2004      | Цвет молока               | Кристенсен             |
| 2007      | Марс и Венера             | вторая девушка Эрика   |
| 2009      | Везунчики                 | девушка в магазине     |
| 2012      | Завоеватель (мини-сериал) | Ракель в молодости     |
| 2014-2015 | Борьба за существование   | (2014)                 |
| 2015      | Ближайший                 | Марте                  |
| 2015      | Unge lovende (сериал)     | Тале                   |
| 2016      | То, что когда-то было     | Силье                  |

### Сценарист
| Год  | Название              |
| ---- | --------------------- |
| 2016 | То, что когда-то было |